# Château de Krumperk
Le château de Krumperk (slovène : Grad Krumperk ; allemand : Kreutberg) est un château ou un manoir situé à Gorjuša, près de la ville de Domžale dans le centre de la Slovénie.

## Histoire
Selon Valvasor, le château a été construit à la fin du XIIIe siècle par les nobles Rabensberg de Koprivnik. Le prédécesseur du château actuel a été mentionné pour la première fois en 1338 comme possession d'Herkules de Krumperk, de la maison noble de Kreutberg. Au XVe siècle, il appartenait à la maison de Rusbach, qui le vendit à Engelhand Zellenperger en 1410 sous le nom de Turn Chraw-perg. Valvasor note qu'il s'appelait autrefois Thurn unter Kreutberg ou Thurn zu Kreutberg, bien qu'il y ait confusion quant à savoir lequel de ces noms faisait référence au château de Krumperk et lequel à la ruine du château de Koprivnik (Rabensberg), près de Moravče.
À la fin du XVIe siècle, la lignée masculine Zellenperger s'éteignit et le château passa par héritage à la branche la plus ancienne de la maison de Rauber, l'une des familles nobles les plus importantes de la Carniole des XVe et XVIe siècles, qui fut plus tard élevée au titre de barons. Le membre le plus connu de la famille était Adam von Rauber, qui a participé à la bataille de Sisak. À son apogée, la seigneurie de Krumperk contenait les colonies de Dob, Ihan, Krtina, Brezovica et Studenec.
Les Rauber ont remplacé l'ancien château par le bâtiment actuel en 1580. Leur lignée s'est finalement éteinte ; la fille du dernier baron Rauber était la mère de l'historien Janez Vajkard Valvasor. Les propriétaires suivants, en 1631, furent la famille Rasp, suivis des comtes Thurn und Valsássina, puis en 1840 les barons Rechbach, qui en 1928 s'installèrent en Autriche après avoir vendu le domaine à son dernier propriétaire privé, Stanka Pogačnik, propriétaire terrien de Ruše près de Maribor.
Après la seconde Guerre mondiale, le château est nationalisé et dépouillé de son mobilier. Les autorités communistes ont converti la structure en un sanatorium pour les officiers militaires blessés ; en 1953, il a été cédé à la municipalité de Domžale, qui l'a subdivisé en logements. En 1985, les exploitations de Krumperk ont été partagées ; le château est passé à Agrokombinat et le domaine a été repris par la faculté biotechnique de l'université de Ljubljana, qui y a créé un centre équestre.
Désormais, le château fait l'objet d'une procédure de privatisation et est en assez mauvais état. Le club des spéléologues (slovène : Jamarski dom Jamarski) se trouve à proximité, ainsi que deux grottes karstiques : La grotte de fer (Železna jama) et la grotte de Hag (Babja jama). La prairie du château abrite le centre équestre de Krumperk, parrainé par la faculté vétérinaire de l'université de Ljubljana.
Les récits du passé du château sont rassemblés dans le livre Jutro ob kresu (Morning Beside the Bonfire) d'Ivan Sivec.